# Ivry-sur-le-Lac
Ivry-sur-le-Lac est une municipalité du Québec (Canada) située dans la municipalité régionale de comté des Laurentides, dans la région administrative des Laurentides.

## Toponymie
Son nom vient de l'acheteur du terrain en 1891, la comtesse Angèle Ogier d'Ivry, en référence à Ivry-sur-Seine.

## Histoire
Ivry-sur-le-Lac est fondée originellement pour des raisons de villégiature. Effectivement, dès l'avènement du chemin de fer à Sainte-Agathe-des-Monts, seront construites plusieurs résidences de villégiature pour des citoyens fortunés. Les premiers colons habitent l'endroit dès 1852, mais elle est fondée en tant qu'Ivry-sur-le-Lac en 1912.
S'étant établi dans la région dès 1892 suivant les indications de sa mère, la comtesse Angèle Ogier d'Ivry, le vicomte Raoul Ogier d'Ivry avait baptisé l'endroit Lac-Manitou en raison du lac Manitou situé à proximité, mais lors de la constitution de l'endroit en municipalité, il est choisi de la nommer Ivry-sur-le-Lac en l'honneur du vicomte. La municipalité est alors créée à partir de parties des paroisses de Sainte-Agathe et de Saint-Faustin. 
Encore de nos jours, la réglementation d'urbanisme vise à maintenir l'aspect naturel de la municipalité et la protection de la nature et des paysages.

### Annexion brève à Sainte-Agathe-des-Monts
Par décision du gouvernement du Québec, la municipalité d'Ivry-sur-le-Lac est annexée le 13 février 2002 – avec Sainte-Agathe-Nord – à la ville de Sainte-Agathe-des-Monts dans le cadre des réorganisations municipales québécoises.
Toutefois, après l'avoir promis maintes fois durant la campagne électorale de 2003, le gouvernement de Jean Charest permet aux habitants des municipalités fusionnées par le gouvernement précédent de se prononcer via un référendum sur le maintien ou non de la fusion. Le 20 juin 2004, les citoyens d'Ivry-sur-le-Lac votent donc pour la reconstitution de leur ancienne municipalité dans une proportion de 68 % des votants et avec une participation de 40,5 % des inscrits. Le 1er janvier 2006, Ivry-sur-le-Lac redevient une municipalité à part entière.

## Géographie
Le village est situé sur la rive nord-est du lac Manitou, qui se situe entièrement dans le territoire de la municipalité.

## Démographie
| 1991 | 1996 | 2001 | 2006 | 2011 | 2016 | 2021 |
| ---- | ---- | ---- | ---- | ---- | ---- | ---- |
| 311  | 346  | 401  | 397  | 425  | 387  | 391  |

## Administration
Les élections municipales se font en bloc pour le maire et les six conseillers.
| Ivry-sur-le-Lac Maires depuis 2005                                                                                   |                       |         |          |
| Élection | Maire                 | Qualité | Résultat |
| 2005 | Jean-Raymond Dufresne |         | Voir     |
| n/d | Kenneth Hague         |         | Voir     |
| 2009 | Kenneth Hague         | Voir    |          |
| 2013 | Kenneth Hague         | Voir    |          |
| 2017 | Daniel Charette       |         | Voir     |
| 2021 | André Ibghy           |         | Voir     |
| Élection partielle en italique Depuis 2005, les élections sont simultanées dans toutes les municipalités québécoises |                       |         |          |

## Éducation
L'enseignement public en français est offert aux enfants de la municipalité par le Centre de services scolaire des Laurentides (anciennement la Commission scolaire des Laurentides). Les écoles de desserte sont l'école Fleur-des-Neiges au niveau primaire et la polyvalente des Monts au niveau secondaire, toutes deux situées à Sainte-Agathe-des-Monts. 
L'enseignement public en anglais est offert aux enfants de la municipalité par la Commission scolaire Sir-Wilfrid-Laurier. L'école de desserte est l'Académie Sainte-Agathe à Sainte-Agathe-des-Monts, et ce, aux niveaux primaire et secondaire.

## Galerie

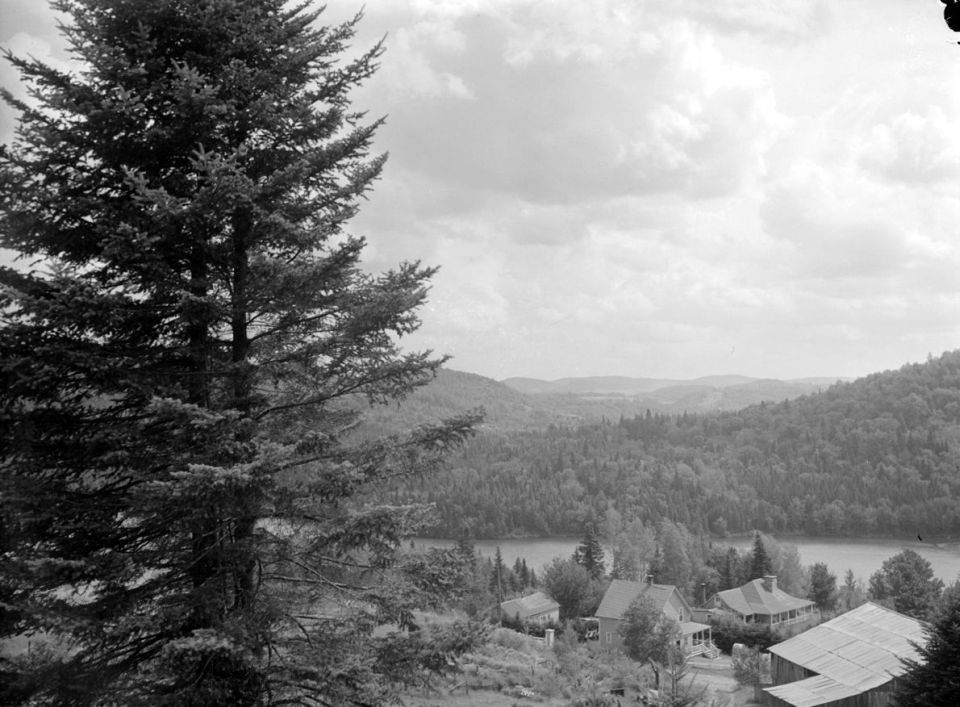
Vue d'Ivry à partir du Palomino Lodge
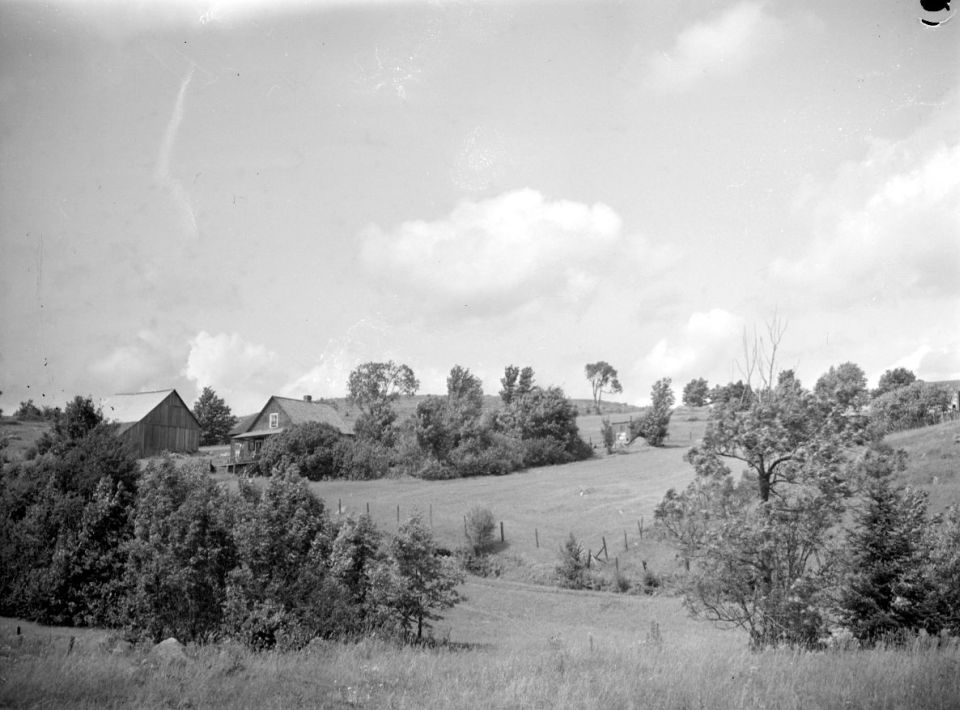
Ferme à Ivry vers 1945